# Klemens Tietmeyer
Klemens Tietmeyer (* 9. August 1937 in Metelen; † 17. März 1993 in Nordhorn) war ein deutscher Tischtennisspieler. In den 1950er Jahren erzielte er seine größten Erfolge, 1959 nahm er an der Weltmeisterschaft teil.
Gelegentlich wird sein Vorname fälschlicherweise auch als Clemens geschrieben.

## Werdegang
Mit neun Jahren trat Tietmeyer dem Tischtennisverein TTV Metelen bei. In der Jugend holte er mehrere Titel. So wurde er mehrfach westdeutscher Mannschaftsmeister mit der Jugend. Zweimal holte er Silber bei den deutschen Meisterschaften im Jungen-Doppel, 1954 mit H. Heinen und 1955 mit Horst Terbeck.
Ein paar Jahre später wurde er in die Herrenmannschaft des TTV Metelen integriert. Diese spielte in der Oberliga, der damals höchsten Spielklasse in Deutschland. Mit diesem Verein gewann er 1957/58 und 1961/62 den deutschen Mannschaftspokal sowie 1958/59 in Berlin die deutsche Mannschaftsmeisterschaft. 1957 belegte er in Bottrop beim Bundesranglistenturnier TOP-12 Platz 6, 1960 wurde er deutscher Hochschulmeister im Einzel.
Wegen seiner Erfolge nominierte der  Deutsche Tischtennis-Bund Tietmeyer für die Individualwettbewerbe der Weltmeisterschaft 1959 in Dortmund.
1966 verließ Tietmeyer den TTV Metelen und schloss sich dem Verein SV Moltkeplatz Essen an, mit dem er in der Bundesliga 1967 deutscher Vizemeister und 1968 Bundesliga-Dritter wurde. 1968 wechselte er zum SV Eintracht Nordhorn. Dort war er zwei Spielzeiten lang Spitzenspieler der Verbandsligamannschaft (4. Liga), bevor er seine Karriere im Frühjahr 1970 verletzungsbedingt acht Jahre unterbrach, die er dann von 1978 bis zu seinem Tod 1993 beim SV Eintracht Nordhorn fortsetzte.
Tietmeyer galt als sehr trainingsfleißiger und bewegungsfreudiger Tischtennissportler. Seine Spielweise war unkonventionell; mit seinem Noppengummischläger spielte er in seiner Glanzzeit einen bedingungslosen Vorhand-Angriff, wobei ihm seine sehr gute Beinarbeit und Kondition zu Hilfe kamen.

## Privat
Klemens Tietmeyer war der Bruder des ehemaligen Bundesbankpräsidenten Hans Tietmeyer.
Von Beruf war Tietmeyer Lehrer; zunächst ab 1968 an der Pestalozzischule Nordhorn, dann von 1969 als Konrektor an der Elisabethschule Nordhorn und von 1980 bis zu seinem Tod als Rektor des Hauptschulzweigs der Elisabethschule Nordhorn. Er bekleidete in Nordhorn mehrere Ehrenämter im politischen und kirchlichen Bereich.

## Turnierergebnisse
| Verband | Veranstaltung     | Jahr | Ort      | Land | Einzel     | Doppel    | Mixed      | Team |
| ------- | ----------------- | ---- | -------- | ---- | ---------- | --------- | ---------- | ---- |
| FRG     | Weltmeisterschaft | 1959 | Dortmund | FRG  | letzte 256 | letzte 32 | letzte 128 |      |